# Vytautas Kamblevičius
Vytautas Kamblevičius (* 3. November 1950 in Plasapninkai, Rajongemeinde Alytus) ist ein litauischer Politiker.

## Leben
Nach dem Abitur 1968 an der Mittelschule Butrimonys bei Alytus absolvierte Vytautas Kamblevičius von 1968 bis 1973 ein Diplomstudium der Agrarwissenschaften an der Lietuvos žemės ūkio akademija bei Kaunas und von 1980 bis 1984 seine Aspirantur. 1984 promovierte er in Landwirtschaftswissenschaften. Ab 1973 arbeitete er in einem Kolchos, von 1974 bis 1978 in Vyšniūnai (Rajongemeinde Prienai) und von 1978 bis 1980 an der Lietuvos žemės ūkio akademija. 
Von 1987 bis 1990 war er erster stellvertretender Vorsitzender des Ausführungskomitee des Deputatenrats der Rajongemeinde Kaunas. Von 1980 bis 1990 war er Deputat im Rat des Rajons Kaunas, von 2011 bis 2012 im Rat von Prienai. Kamblevičius war von 2005 bis 2008 und von 2012 bis 2020 Mitglied im Seimas. Er war auch Gehilfe von Rolandas Paksas im Europaparlament.
Bis 1990 war Vytautas Kamblevičius Mitglied der KPdSU, von 1994 bis 1997 der Lietuvos valstiečių partija (stellv. Vorsitzende), ab 2004 der Darbo partija und ab 2008 der Tvarka ir teisingumas.